# Franz Christian Boll
Pour les articles homonymes, voir Franz Boll et Boll.
Franz Christian Boll (né le 26 février 1849 à Neubrandenbourg, mort le 19 décembre 1879 à Rome) est un médecin et physiologiste allemand, découvreur de la rhodopsine en 1876.

## Biographie
Franz Christian Boll est le quatrième des sept enfants du pasteur et historien Franz Boll. Son père lui donne d'abord lui-même une excellente éducation puis il va au gymnasium de Neubrandenbourg où il obtient l'abitur en 1866. Il étudie la médecine à Bonn, Heidelberg et Université Humboldt de Berlin. Élève de Max Johann Sigismund Schultze, il publie plusieurs travaux d'histologie. En 1869, il obtient son doctorat. L'année suivante, il devient l'assistant d'Emil du Bois-Reymond.
Pour des raisons de santé, il essaie d'avoir un travail en Italie. Après une candidature à Gênes, il obtient en 1873 à Rome une chaire d'anatomie et de physiologie comparée. Il découvre alors le pourpre rétinien et continue ses recherches. On appelle « cellules de Boll » les cellules en panier (en) présentes dans les glandes lacrymales.
Le 18 mars 1879, il épouse Margarete Traube, la fille du docteur Ludwig Traube. Il meurt quelques mois plus tard, sans laisser d'enfants.

## Œuvre
- Untersuchungen über die Zahnpulpa. In: Archiv für mikroskopische Anatomie. Bd. IV
- Die Lorenzinischen Ampullen der Selachier. In: Archiv für mikroskopische Anatomie. Bd. IV
- Über den Bau der Thränendrüse. In: Archiv für mikroskopische Anatomie. Bd. IV
- Die Bindesubstanz der Drüsen. In: Archiv für mikroskopische Anatomie. Bd. V
- Beiträge zur vergleichenden Histiologie des Molluskentypus. In: Archiv für mikroskopische Anatomie. Supplement, Bonn 1869.
- Die Histiologie und Histiogenese der nervösen Zentralorgane. Berlin 1873
- Das Prinzip des Wachstums. 1876
- Anatomia e fisiologia della retina. Rom 1877
- "Chronik der Vorderstadt Neubrandenburg" (1875)